# Canoë-kayak aux Jeux olympiques d'été de 1992
Navigation
Séoul 1988 Atlanta 1996
Les épreuves des Jeux olympiques d'été de 1992 se déroulent à Barcelone . Les épreuves de canoë-kayak ont lieu dans le parc olympique du Segre à La Seu d'Urgell situé près d'Andorre à 172KM de Barcelone.

## Podium

### Course en ligne

#### Hommes
| Épreuves      | Or                                                                   | Argent                                                         | Bronze                                                          |
| K-1 - 500 m   | Mikko Kolehmainen (FIN)                                              | Zsolt Gyulay (HUN)                                             | Knut Holmann (NOR)                                              |
| K-1 - 1 000 m | Clint Robinson (AUS)                                                 | Knut Holmann (NOR)                                             | Greg Barton (USA)                                               |
| K-2 - 500 m   | Allemagne Kay Bluhm Torsten Gutsche                                  | Pologne Maciej Freimut Wojciech Kurpiewski                     | Italie Bruno Dreossi Antonio Rossi                              |
| K-2 - 1 000 m | Allemagne Kay Bluhm Torsten Gutsche                                  | Suède Karl Sundqvist Gunnar Olsson                             | Pologne Grzegorz Kotowicz Dariusz Bialkowski                    |
| K-4 - 1 000 m | Allemagne Mario von Appen Oliver Kegel Thomas Reineck André Wohllebe | Hongrie Ferenc Csipes Zsolt Gyulay Attila Ábrahám László Fidel | Australie Ramon Andersson Kelvin Graham Ian Rowling Steven Wood |
| C-1 - 500 m   | Nikolay Bukhalov (BUL)                                               | Michał Śliwiński (EUN)                                         | Olaf Heukrodt (GER)                                             |
| C-1 - 1 000 m | Nikolay Bukhalov (BUL)                                               | Ivans Klementjevs (LAT)                                        | György Zala (HUN)                                               |
| C-2 - 500 m   | Équipe unifiée Dmitri Dovgalenok Aleksandr Maseikov                  | Allemagne Ulrich Papke Ingo Spelly                             | Bulgarie Martin Marinov Blagovest Stoyanov                      |
| C-2 - 1 000 m | Allemagne Ulrich Papke Ingo Spelly                                   | Danemark Christian Frederiksen Arne Nielsson                   | France Didier Hoyer Olivier Boivin                              |

#### Femmes
| Épreuves    | Or                                                         | Argent                                                                 | Bronze                                                              |
| K-1 - 500 m | Birgit Fischer (GER)                                       | Rita Köbán (HUN)                                                       | Izabela Dylewska (POL)                                              |
| K-2 - 500 m | Allemagne Ramona Portwich Anke von Seck                    | Suède Agneta Andersson Susanne Wiberg-Gunnarsson                       | Hongrie Rita Köbán Éva Dónusz                                       |
| K-4 - 500 m | Hongrie Rita Köbán Éva Dónusz Erika Mészáros Kinga Czigány | Allemagne Katrin Borchert Ramona Portwich Birgit Fischer Anke von Seck | Suède Anna Olsson Agneta Andersson Maria Haglund Susanne Rosenqvist |

### Slalom

#### Hommes
| Épreuves | Or                                      | Argent                                    | Bronze                                |
| K-1      | Pierpaolo Ferrazzi (ITA)                | Sylvain Curinier (FRA)                    | Jochen Lettmann (GER)                 |
| C-1      | Lukáš Pollert (TCH)                     | Gareth Marriott (GBR)                     | Jacky Avril (FRA)                     |
| C-2      | États-Unis Scott Strausbaugh Joe Jacobi | Tchécoslovaquie Miroslav Šimek Jiří Rohan | France Franck Adisson Wilfrid Forgues |

#### Femmes
| Épreuves | Or                             | Argent                  | Bronze             |
| K-1      | Elisabeth Micheler-Jones (GER) | Danielle Woodward (AUS) | Dana Chladek (USA) |

## Tableau des médailles pour le canoë-kayak
| Rang | Nation          | Or | Argent | Bronze | Total |
| ---- | --------------- | -- | ------ | ------ | ----- |
| 1    | Allemagne       | 7  | 2      | 2      | 11    |
| 2    | Bulgarie        | 2  | 0      | 1      | 3     |
| 3    | Hongrie         | 1  | 3      | 2      | 6     |
| 4    | Australie       | 1  | 1      | 1      | 3     |
| 5    | Tchécoslovaquie | 1  | 1      | 0      | 2     |
| 5    | Équipe unifiée  | 1  | 1      | 0      | 2     |
| 7    | États-Unis      | 1  | 0      | 2      | 3     |
| 8    | Italie          | 1  | 0      | 1      | 2     |
| 9    | Finlande        | 1  | 0      | 0      | 1     |
| 10   | Suède           | 0  | 2      | 1      | 3     |
| 11   | France          | 0  | 1      | 3      | 4     |
| 12   | Pologne         | 0  | 1      | 2      | 3     |
| 13   | Norvège         | 0  | 1      | 1      | 2     |
| 14   | Danemark        | 0  | 1      | 0      | 1     |
| 14   | Grande-Bretagne | 0  | 1      | 0      | 1     |
| 14   | Lettonie        | 0  | 1      | 0      | 1     |